# Пола Патън
Пола Максин Патън (на английски: Paula Maxine Patton) (родена на 5 декември 1975 г.) е американска актриса

## Актьорство
Номинирана е за награда „Сатурн“. Сред филмите с нейно участие са „Дежа вю“, „Мисията невъзможна: Режим Фантом“ и „Два патлака“.

## Личен живот
Патън започва да се среща с певеца Робин Тик, докато двамата са още тийнейджъри. Двойката се жени на 11 юни 2005 г. През април 2010 г. се ражда синът им Джулиан Фуего Тик.